# Pável Pardo
Pável Pardo Segura (26 de juliol de 1976) és un exfutbolista mexicà.

## Selecció de Mèxic
Va formar part de l'equip mexicà a la Copa del Món de 1998. Entre d'altres clubs fou jugador de Atlas, América, VfB Stuttgart i Chicago Fire.

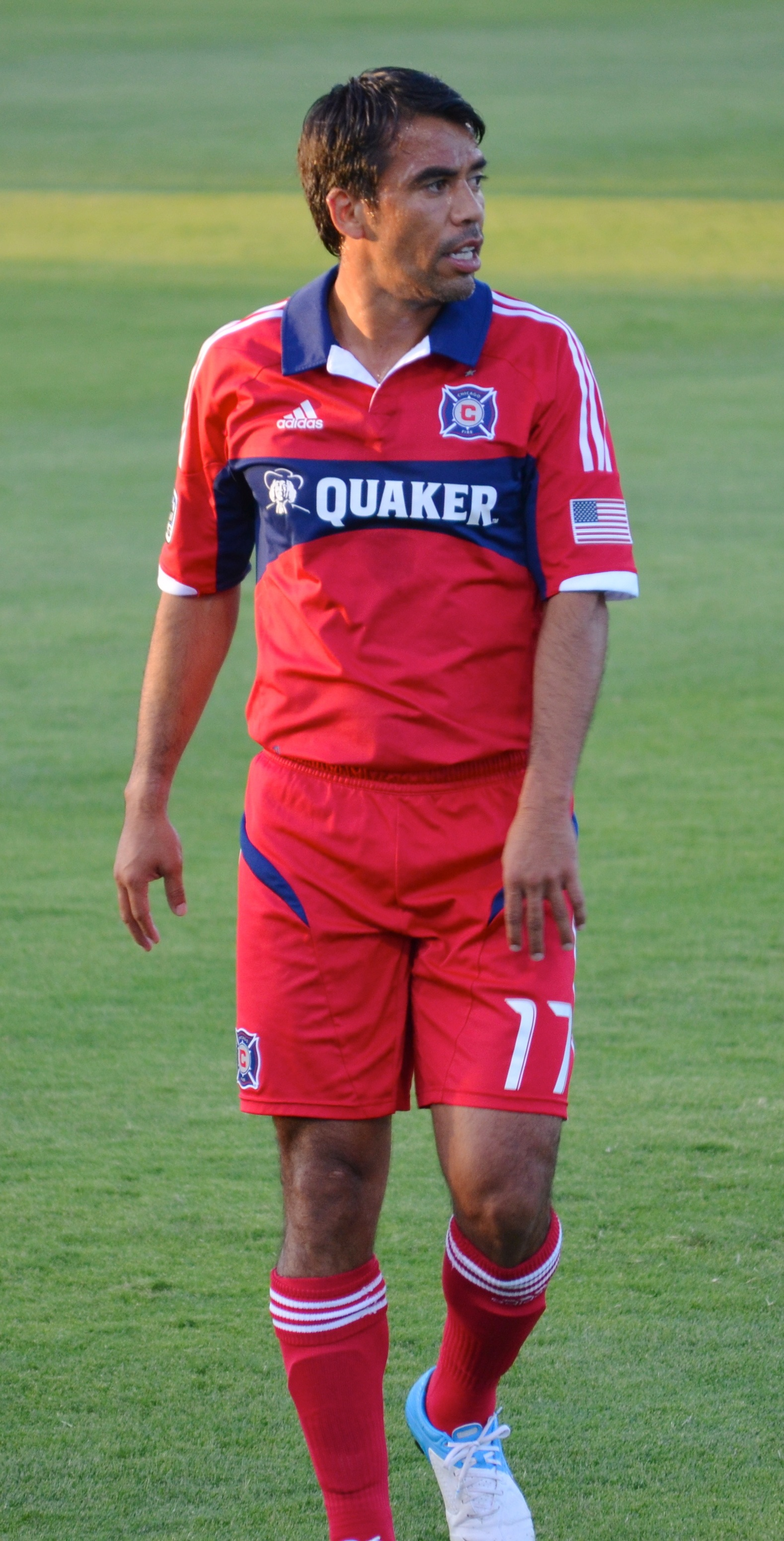
Pardo a Chicago Fire

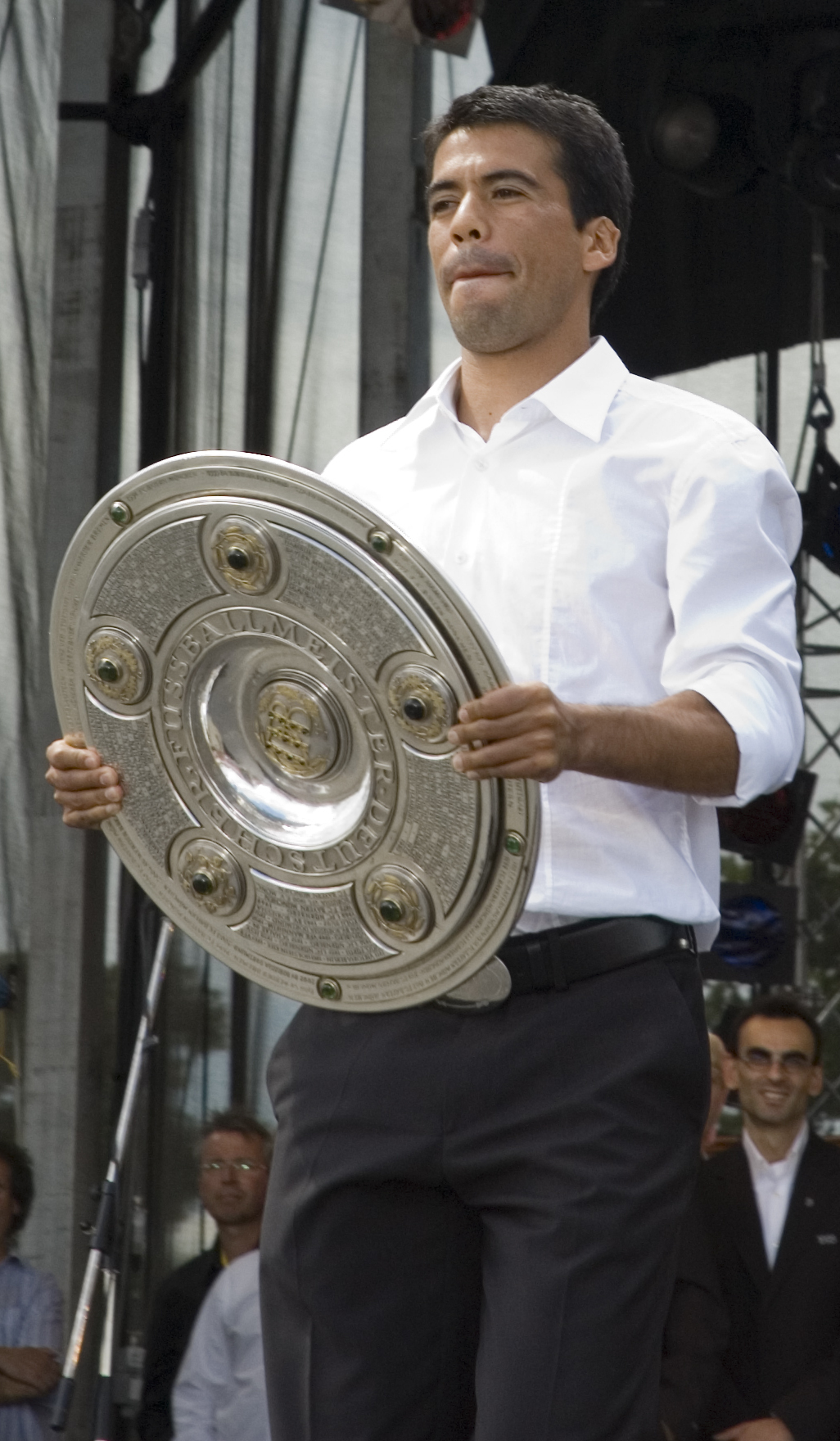
Pardo el 2007